# Тукан перуанський
Тукан перуанський (Selenidera reinwardtii) — вид дятлоподібних птахів родини туканових (Ramphastidae).

## Поширення
Номінальний підвид поширений на південному сході Колумбії (вздовж кордону з Бразилією), на сході Еквадору та на північному сході Перу, а підвид langsdorffii у східному Перу, північно-західній Болівії та на заході бразильської Амазонії.

## Спосіб життя
Харчується плодами і насінням. Також споживає комах, інших безхребетних і деяких дрібних хребетних.